# Micrathetis contraria
Micrathetis contraria là một loài bướm đêm trong họ Noctuidae.